# Campeonato Sudamericano de Clubes de Voleibol Femenino 2009
El Sudamericano de Clubes Campeones de Voleibol Femenino 2009 o Copa Telefónica se llevó a cabo del 14 al 18 de octubre de 2009 en el Coliseo Niño Héroe Manuel Bonilla del distrito de Miraflores en la ciudad de Lima (Perú). El campeonato contó con la participación exponentes de voleibol femenino de Argentina, Brasil y Perú.
Los equipos fueron divididos en dos grupos de tres escuadras en un sistema de todos contra todos. El grupo A estaba conformado por: Unilever (Brasil), Boca Juniors (Argentina) y Deportivo Géminis (Perú). El grupo B contaba con: Sollys/Osasco (Brasil), River Plate (Argentina) y Regatas Lima (Perú).

## Equipos participantes
- Regatas Lima
- Deportivo Géminis
- Unilever
- Sollys/Osasco
- River Plate
- Boca Juniors

## Grupos
| Grupo A           | Grupo B       |
| ----------------- | ------------- |
| Deportivo Géminis | Regatas Lima  |
| Unilever          | Sollys/Osasco |
| Boca Juniors      | River Plate   |

## Primera fase

### Grupo A

#### Resultados
| Fecha    | Encuentro                        | Resultado | Set   | Set   | Set   | Set   | Set | Puntuación total |
| Fecha    | Encuentro                        | Resultado | 1     | 2     | 3     | 4     | 5   | Puntuación total |
| -------- | -------------------------------- | --------- | ----- | ----- | ----- | ----- | --- | ---------------- |
| 14-10-09 | Deportivo Géminis - Boca Juniors | 1-3       | 23-25 | 25-15 | 19-25 | 24-26 |     | 91-91            |
| 15-10-09 | Unilever - Boca Juniors          | 3-0       | 25-23 | 25-13 | 25-15 |       |     | 75-51            |
| 16-10-09 | Unilever - Deportivo Géminis     | 3-0       | 25-16 | 26-24 | 25-16 |       |     | 76-56            |

#### Clasificación
| Pos | Equipo            | PJ | PG | PP | SF | SC | PTS |
| --- | ----------------- | -- | -- | -- | -- | -- | --- |
| 1   | Unilever          | 2  | 2  | 0  | 6  | 0  | 4   |
| 2   | Boca Juniors      | 2  | 1  | 1  | 3  | 4  | 3   |
| 3   | Deportivo Géminis | 2  | 0  | 2  | 1  | 6  | 2   |

### Grupo B

#### Resultados
| Fecha    | Encuentro                    | Resultado | Set   | Set   | Set   | Set   | Set | Puntuación total |
| Fecha    | Encuentro                    | Resultado | 1     | 2     | 3     | 4     | 5   | Puntuación total |
| -------- | ---------------------------- | --------- | ----- | ----- | ----- | ----- | --- | ---------------- |
| 14-10-09 | Sollys/Osasco - River Plate  | 3-0       | 25-18 | 25-14 | 25-19 |       |     | 75-51            |
| 15-10-09 | River Plate - Regatas Lima   | 1-3       | 13-25 | 25-21 | 15-25 | 18-25 |     | 71-96            |
| 16-10-09 | Sollys/Osasco - Regatas Lima | 3-1       | 25-12 | 25-19 | 22-25 | 25-22 |     | 97-78            |

#### Clasificación
| Pos | Equipo        | PJ | PG | PP | SF | SC | PTS |
| --- | ------------- | -- | -- | -- | -- | -- | --- |
| 1   | Sollys/Osasco | 2  | 2  | 0  | 6  | 1  | 4   |
| 2   | Regatas Lima  | 2  | 1  | 1  | 4  | 4  | 3   |
| 3   | River Plate   | 2  | 0  | 2  | 1  | 6  | 2   |

## Fase final

### Final 1° y 3° puesto
|  | Semifinales   | Semifinales   |   |              | Final        | Final |  |
|  |               |               |   |              |              |       |  |
|  |               |               |   |              |              |       |  |
|  |               |               |   |              |              |       |  |
|  | Unilever      | 3             |   |              |              |       |  |
|  | Regatas Lima  | 0             |   |              |              |       |  |
|  |               |               |   |              |              |       |  |
|  |               |               |   |              |              |       |  |
|  |               |               |   |              | Unilever     | 1     |  |
|  |               | Sollys/Osasco | 3 |              |              |       |  |
|  |               |               |   |              |              |       |  |
|  |               |               |   |              |              |       |  |
|  |               |               |   |              | 3º puesto    |       |  |
|  |               |               |   |              |              |       |  |
|  | Sollys/Osasco | 3             |   | Boca Juniors | 3            |       |  |
|  | Boca Juniors  | 0             |   |              | Regatas Lima | 2     |  |

### Resultados
| Fecha    | Encuentro                    | Resultado | Set   | Set   | Set   | Set   | Set   | Puntuación total |
| Fecha    | Encuentro                    | Resultado | 1     | 2     | 3     | 4     | 5     | Puntuación total |
| -------- | ---------------------------- | --------- | ----- | ----- | ----- | ----- | ----- | ---------------- |
| 17-10-09 | Unilever - Regatas Lima      | 3-0       | 25-13 | 25-8  | 25-14 |       |       | 75-35            |
| 17-10-09 | Boca Juniors - Sollys/Osasco | 0-3       | 14-25 | 11-25 | 12-25 |       |       | 37-75            |
| 18-10-09 | Boca Juniors - Regatas Lima  | 3-2       | 25-23 | 17-25 | 25-21 | 18-25 | 15-10 | 100-104          |
| 18-10-09 | Unilever - Sollys/Osasco     | 1-3       | 19-25 | 17-25 | 25-12 | 18-25 |       | 79-87            |

### Final 5° y 6º puesto
| Fecha    | Encuentro                       | Resultado | Set   | Set   | Set   | Set   | Set | Puntuación total |
| Fecha    | Encuentro                       | Resultado | 1     | 2     | 3     | 4     | 5   | Puntuación total |
| -------- | ------------------------------- | --------- | ----- | ----- | ----- | ----- | --- | ---------------- |
| 17-10-09 | Deportivo Géminis - River Plate | 3-1       | 25-19 | 25-17 | 17-25 | 26-24 |     | 93-85            |

## Campeón
| Brasil                  |
| Campeón                 |
| SOLLYS/OSASCO 1º título |

## Clasificación final
| Pos | Equipo            |
| --- | ----------------- |
| 1   | Sollys/Osasco     |
| 2   | Unilever          |
| 3   | Boca Juniors      |
| 4   | Regatas Lima      |
| 5   | Deportivo Géminis |
| 6   | River Plate       |